# Sandsjön, Närke
Sandsjön är en sjö i Askersunds kommun i Närke och ingår i Motala ströms huvudavrinningsområde. Sjön har en area på 0,428 kvadratkilometer och ligger 116,1 meter över havet. Sjön avvattnas av vattendraget Aspaån.

## Delavrinningsområde
Sandsjön ingår i det delavrinningsområde (651339-143803) som SMHI kallar för Inloppet i Södra Asplången. Medelhöjden är 141 meter över havet och ytan är 3,5 kvadratkilometer. Räknas de 2 avrinningsområdena uppströms in blir den ackumulerade arean 9,71 kvadratkilometer. Aspaån som avvattnar avrinningsområdet har biflödesordning 3, vilket innebär att vattnet flödar genom totalt 3 vattendrag innan det når havet efter 161 kilometer. Avrinningsområdet består mestadels av skog (90 procent). Avrinningsområdet har 0,68 kvadratkilometer vattenytor vilket ger det en sjöprocent på 7 procent.